# 箕宿三
箕宿三（ε Sgr / 人馬座ε）是一個位于人馬座的雙星系統，距離地球144.64光年。人馬座εB亮度為14，和人馬座εA相距32角秒。箕宿三是人馬座中的“弓”的底部，也是“茶壺”座的底部。这个恒星已经脱离了主序星阶段，逐渐向着巨星演化.该星质量远远超过太阳，因此亮度达到了315个太阳亮度，总辐射波段光度则为太阳的430倍。它的半径已经膨胀至7个太阳半径，接下来数千万年内它将变得更红更大。
其英文傳統名稱是Kaus Australis，有兩種語言的兩個字組成：阿拉伯語中的قوس（qaws），意為“弓”和拉丁語中的austrālis，意思是“南邊”。

## 外部連結
- Kaus australis